# Montañas Sussex
Las montañas Sussex (en inglés: Sussex Mountains) son unas elevaciones ubicadas al oeste de la isla Soledad, en las islas Malvinas. Se localizan al noroeste del Cerro Alberdi entre el sureste de la Bahía San Carlos, y la costa norte de la Bahía de Ruiz Puente. Son técnicamente una extensión de las Alturas Rivadavia y su nombre se debe al cercano Puerto Sussex.
Las fuerzas británicas tuvieron que cruzar estas elevaciones con el fin de llegar a Pradera del Ganso durante la guerra de las Malvinas.